# Bryobia neoribis
Bryobia neoribis är en spindeldjursart som beskrevs av James P. Tuttle och Baker 1976. Bryobia neoribis ingår i släktet Bryobia och familjen Tetranychidae. Inga underarter finns listade.